# Stabilisation des boues

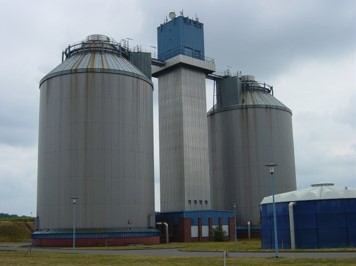
Traitement des boues dans des digesteurs anaérobies dans une station d'épuration à Cottbus, Allemagne

La stabilisation des boues a pour objectif de réduire la fermentescibilité des boues de station d'épuration pour atténuer ou supprimer les mauvaises odeurs. Pour cela, il existe plusieurs méthodes.

## Stabilisation biologique
Cette stabilisation s'effectue soit en présence d'oxygène dans les bassins d'aération ou bassin de stabilisation aérobie, soit par voie anaérobie dans des digesteurs avec dans ce cas là production de biogaz. Dans le premier cas, on obtient des boues « aérobies » ou « stabilisées aérobies », dans le second cas des boues « digérées », encore appelées « anaérobies » ou « stabilisées anaérobies ».
La digestion anaérobie se pratique dans environ 200 stations d'épuration en France. La stabilisation biologique est de loin le procédé le plus employé en France (58000 stations d'épuration), parfois en combinaison avec des procédés chimiques ou thermiques.

## Stabilisation chimique
Il est possible d'ajouter de l'acide sulfurique, pour atteindre un pH de 2,0-2,5 des boues. Cette acidification réduit la masse des boues et minéralise la matière organique très rapidement. L'autre possibilité est d'ajouter de la chaux pour, dans ce cas, atteindre des pH très basiques. L'avantage de cette dernière technique est d'obtenir une boue qui peut être utilisée en épandage comme amendement calcique.
Dans les deux cas, le but est d'arrêter l'activité biologique par le pH et généralement après une première stabilisation biologique. La méthode par chaulage a connu un développement soutenu ces dernières années et représente aujourd'hui environ 25 % des boues traitées.
Les boues d'épuration doivent être mélangées à la chaux (de préférence chaux vive plutôt que chaux hydratée), afin d’élever leur pH à 12 et ainsi empêcher la survie des micro-organismes éventuellement pathogènes. Ce traitement des boues d'épuration permet aussi d’augmenter la siccité des boues (teneur en matière sèche), car la chaux vive réagit de manière exothermique au contact de l’eau contenue dans les boues et de la vapeur se dégage. Une siccité de 30 % est facilement obtenue quel que soit l’équipement de déshydratation utilisé. Le mélange boue/chaux vive doit être le plus homogène & intime possible afin que chaque grain de chaux rentre bien en réaction, permettant ainsi un rendement optimal.

## Stabilisation thermique
La stabilisation thermique consiste en un séchage des boues, souvent déjà déshydratées mécaniquement pour éviter des coûts trop importants. Cet effet est temporaire mais persiste dans le temps tant que les boues ne sont pas réhydratées.

## Stabilisation par compostage
Le compostage constitue un procédé particulier de la stabilisation biologique aérobie. Après compostage, les boues sont solides et stables et ressemblent à du terreau. Cette technique est fortement utilisée à la suite de modifications réglementaires.